# Ragazze in affitto S.p.A.
Ragazze in affitto S.p.A. (Contes pervers) è un film del 1980, diretto da Régine Deforges.

## Trama
Tre donne sono segretamente delle prostitute. Successivamente sono chiamate da una persona misteriosa per fare sesso con tre uomini diversi per soddisfare le loro strane fantasie.